# Christian Peter Dogs
Christian Peter Dogs (* 5. Februar 1953 in Goslar) ist ein deutscher Mediziner, Psychotherapeut und Autor. Als Chefarzt und Direktor leitete er mehr als 20 Jahre die Panorama Fachklinik für Psychosomatische Medizin, Psychotherapie, Naturheilverfahren und Traditionelle chinesische Medizin (TCM) in Scheidegg (Allgäu).

## Leben
Dogs – dritter Sohn des Psychiaters Wilfried Dogs, der 1950 in Hahnenklee im Harz ein Sanatorium für Psychosomatik gründete – erlebte eine gewaltreiche und schwer traumatische Kindheit und kam im Alter von zehn Jahren in ein Erziehungsheim. Nach seiner Schulzeit machte Dogs eine Ausbildung zum Masseur und medizinischen Bademeister. Danach arbeitete er mehrere Jahre als Tennistrainer und Animateur. Von 1979 bis 1985 studierte Dogs das Fach Humanmedizin in Homburg an der Medizinischen Fakultät der Universität des Saarlandes. Seine Promotion zum Dr. med. erfolgte 1986. Seit 1994 ist er Facharzt für Psychiatrie und Psychotherapie sowie Facharzt für Psychosomatische Medizin und Psychotherapie.
Seit 1. Juli 1994 war Christian Peter Dogs – zusammen mit den geschäftsführenden Inhabern Erwin und Gisela Obenaus an der Gründung und dem Betrieb der Panorama Fachklinik für Psychosomatische Medizin, Psychotherapie, Naturheilverfahren und Traditionelle chinesische Medizin (TCM) in Scheidegg beteiligt. Dort arbeitete er als Chefarzt und dann als ärztlicher Direktor. Diese Tätigkeit beendete er am 31. Oktober 2016.
Von 2001 bis 2009 hatte Dogs einen Lehrauftrag für stationäre Psychosomatik an der Universität Ulm. Er war auch als wissenschaftlicher Leiter in nachfolgend aufgeführten Institutionen in diesen Fächern tätig:
- 1992–1994: Ärztekurse für Naturheilverfahren an der Sebastian-Kneipp-Akademie in Bad Wörishofen
- 1991–1994: Kurse für Gesundheitspädagogik der Sebastian-Kneipp-Akademie in Bad Wörishofen
- 1994–1996: Lehrkollegium für Naturheilverfahren Bad Griesbach
- 1996–2015: Allgäuer Psychosomatischer Arbeitskreis[8] in Scheidegg mit Durchführung von Ärztekursen für die psychosomatische Grundversorgung

Christian Peter Dogs ist ein von der Bayerischen Landesärztekammer anerkannter Lehrtherapeut und Supervisor für tiefenpsychologisch fundierte Einzel- und Gruppentherapie, Balint-Gruppen und Autogenes Training.
Seit April 2017 leitet Dogs als ärztlicher Direktor die psychosomatische Klinik in der Max Grundig Klinik Bühlerhöhe. Diese Klinik wurde 1986 von dem Unternehmer Max Grundig gegründet. Im Oktober 2018 verabschiedete sich Dogs auch aus dieser Funktion und in den Ruhestand.
Er wohnt im Bregenzerwald.

## Konzept
In seinem therapeutischen Konzept orientiert sich Christian Peter Dogs an den Erkenntnissen des Psychotherapieforschers Klaus Grawe und an den therapeutischen Arbeiten des US-amerikanischen Psychoanalytikers Irvin D. Yalom. Dogs entwickelte für die Panorama Fachklinik ein eigenes Therapiekonzept mit freier Therapeutenwahl, kurzer Verweildauer und einer ressourcenorientierten Psychotherapie. 2001 betrieb Dogs – zusammen mit der Forschungsstelle für Psychotherapie in Heidelberg – die Entwicklung einer poststationären Internetbetreuung mit Chat und per E-Mail für die Patienten der Panorama Fachklinik. Eine prästationäre Betreuung läuft seit 2013 im Internet.
Zusammen mit der Geschäftsführung der Panorama Fachklinik und in Zusammenarbeit mit der Techniker Krankenkasse und später auch mit der Deutschen Angestelltenkrankenkasse entwickelte Dogs 2002 ein Abrechnungsmodell nach Fallpauschalen.

## Veröffentlichungen
- Christian Peter Dogs, Wolf-Jürgen Maurer: Naturheilverfahren und Psychosomatik. Lösungsorientierte Praxis. Hippokratis Verlag, Stuttgart 1998, ISBN 3-7773-1298-3.
- Christian Peter Dogs: Grundlagen der Psychotherapie und Psychosomatik. Haug Verlag, Stuttgart 1999, ISBN 978-3-7760-1354-2.
- Christian Peter Dogs, Nina Poelchau: Gefühle sind keine Krankheit: Warum wir sie brauchen und wie sie uns zufrieden machen. Ullstein, Berlin 2017, ISBN 978-3-550-08195-8.